# Oliveros
Oliveros é uma comuna da província de Santa Fé, na Argentina.